# Cudahy (Wisconsin)
Cudahy ist eine Stadt (mit dem Status „City“) im Milwaukee County im US-amerikanischen Bundesstaat Wisconsin. Im Jahr 2020 hatte Cudahy laut US Census Bureau 18.204 Einwohner.
Die Stadt Cudahy ist wie das gesamte Milwaukee County Bestandteil der Metropolregion Milwaukee.

## Geografie
Cudahy liegt im südöstlichen Vorortbereich von Milwaukee, zwischen der Stadt Milwaukee und dem Westufer des Michigansees.
Die geografischen Koordinaten von Cudahy sind 42°57'35" nördlicher Breite und 87°51'41" westlicher Länge. Das Stadtgebiet erstreckt sich über eine Fläche von 12,33 km².
Das Zentrum von Milwaukee liegt 11,1 km nordnordwestlich. Weitere Nachbarorte von Cudahy sind St. Francis (an der nördlichen Stadtgrenze), Oak Creek (an der südwestlichen Stadtgrenze) und South Milwaukee (an der südlichen Stadtgrenze).
Die neben Milwaukee nächstgelegenen weiteren Großstädte sind Green Bay (202 km nördlich), Wisconsins Hauptstadt Madison (137 km westlich), Rockford in Illinois (150 km südwestlich) und Chicago in Illinois (143 km südlich).

## Verkehr
Der Wisconsin State Highway 32 verläuft als Lake Drive parallel zum Ufer des Michigansees durch den Osten von Cudahy. Durch den Westen verläuft parallel dazu der Wisconsin State Highway 794. Alle weiteren Straßen sind untergeordnete Landstraßen, teils unbefestigte Fahrwege sowie innerörtliche Verbindungsstraßen.
Durch das Stadtgebiet verläuft für den Frachtverkehr in Nord-Süd-Richtung eine Eisenbahnlinie der Union Pacific Railroad.
Im Westen grenzt die Stadt an das Gelände des Milwaukee Mitchell International Airport von Milwaukee.

## Geschichte und Wirtschaft
Der Ort hieß ursprünglich Buckhorn Settlement. Um das Jahr 1800 errichtete der Unternehmer Patrick Cudahy auf einem Gelände von 280 Hektar eine Fleischfabrik und der Ort wurde in Cudahy umbenannt. 1895 wurde der Ort als Village of Cudahy inkorporiert und wurde 1906 zur „City“ erhoben. Die Fleischfabrik der Patrick Cudahy Inc. ist auch im 21. Jahrhundert ein wichtiger Arbeitgeber in der Stadt.
1905 gründeten John Obenberger und Herman Ladish ein Unternehmen. Obenberger hatte schon vorher eine Schmiede in Cudahy betrieben und da eine größere Produktionsfläche benötigt wurde bezog das Unternehmen 1912 seinen neuen Sitz in Cudahy.

## Bevölkerung
Nach der Volkszählung im Jahr 2010 lebten in Cudahy 18.267 Menschen in 8059 Haushalten. Die Bevölkerungsdichte betrug 1481,5 Einwohner pro Quadratkilometer. In den 8059 Haushalten lebten statistisch je 2,26 Personen.
Ethnisch betrachtet setzte sich die Bevölkerung zusammen aus 88,8 Prozent Weißen, 2,7 Prozent Afroamerikanern, 0,9 Prozent amerikanischen Ureinwohnern, 1,4 Prozent Asiaten sowie 3,6 Prozent aus anderen ethnischen Gruppen; 2,7 Prozent stammten von zwei oder mehr Ethnien ab. Unabhängig von der ethnischen Zugehörigkeit waren 9,7 Prozent der Bevölkerung spanischer oder lateinamerikanischer Abstammung.
21,5 Prozent der Bevölkerung waren unter 18 Jahre alt, 62,8 Prozent waren zwischen 18 und 64 und 15,7 Prozent waren 65 Jahre oder älter. 50,9 Prozent der Bevölkerung war weiblich.
Das mittlere jährliche Einkommen eines Haushalts lag bei 51.781 USD. Das Pro-Kopf-Einkommen betrug 24.600 USD. 12,9 Prozent der Einwohner lebten unterhalb der Armutsgrenze.